# EMD F7
Die EMD F7 ist eine Baureihe dieselelektrischer Lokomotiven des US-amerikanischen Lokomotivherstellers General Motors Electro-Motive Division (EMD). Sie stellen die zahlenmäßig stärkste Unterbaureihe der EMD F-Serie.
Ursprünglich als Güterzuglokomotiven konzipiert, wurden einige Exemplare auch im Personenzugdienst eingesetzt. Unter anderem zogen sie den legendären Zug El Capitan der Santa Fe und den Empire Builder der Great Northern Railway.
Insgesamt wurden 2.366 Maschinen mit Führerstand (A-Einheiten) und 1.483 führerstandslose B-Einheiten gebaut. Bis zum Bau der EMD SD40-2 ab 1972 stellte die F7 die zahlenstärkste Diesellokomotivbaureihe in Nordamerika dar.

## Konstruktion
Technisch basierte die F7 auf der Vorgängerbaureihe F3. Veränderungen betrafen vor allem die elektrische Ausrüstung. So sind die letzten F3 äußerlich kaum von den ersten F7 zu unterscheiden.
Die EMD F7 hatte einen selbsttragenden Lokkasten. Bei den A-Einheiten war frontseitig ein Führerstand angeordnet. Dahinter lag der Maschinenraum mit dem Traktionsgenerator, welcher den Gleichstrom für die Fahrmotoren lieferte, und dem Dieselmotor EMD 567B. Die Typbezeichnung EMD 567 bedeutet, dass der Motor einen Hubraum von 567 Kubikzoll (ca. 9,3 Liter) pro Zylinder hatte. In den Fahrzeuge der F-Serie kamen Motoren mit 16 Zylindern zur Anwendung, während in die Lokomotiven der EMD E-Serie zwei Motoren mit je 12 Zylindern eingebaut waren. Die Abgase von jeweils 8 Zylindern wurden über ein Abgasrohr nach außen geführt.
Der Batteriekasten und der Kraftstofftank waren zwischen den Drehgestellen angeordnet. Er fasste 4.542 Liter Dieselkraftstoff.

## Ausrüstung

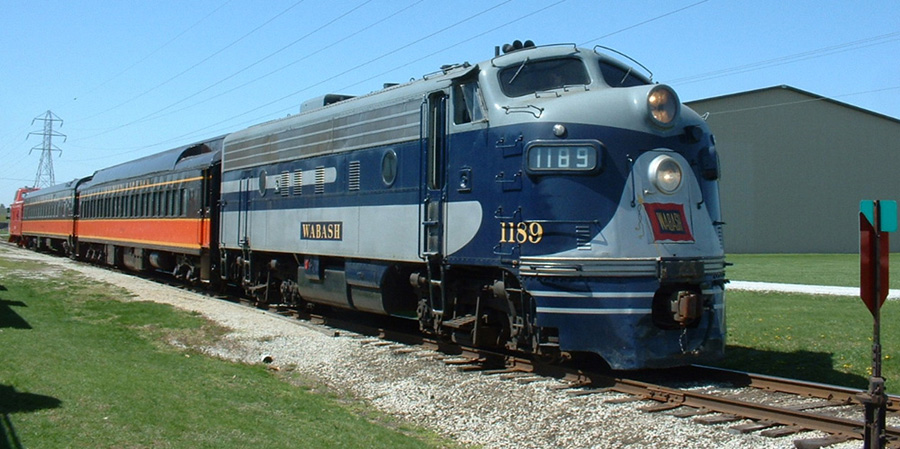
Wabash Railroad 1189, eine EMD F7A

Auf Kundenwunsch wurden viele Maschinen mit einer Widerstandsbremse (Dynamic Brake) als Zusatzausstattung geliefert: Hierbei werden die Fahrmotoren in den Generatorbetrieb umgeschaltet und die Bewegungsenergie des Zuges wird zuerst in elektrische Energie und dann über Bremswiderstände in Wärme umgewandelt. Durch diese zusätzliche Bremswirkung konnte der Verschleiß der mechanischen Bremse verringert werden. Die Abführung der Wärme an die Umgebung derart ausgerüsteter Lokomotiven besorgte ein zusätzlicher Dachlüfter. Dieser hatte anfangs einen Durchmesser von 36" (914 mm) und wurde später auf 48" (1.219 mm) vergrößert.
Die F7 Loks waren mit einem kleinen Heizkessel für die Zugheizung ausgerüstet. Hierdurch war ein Einsatz vor Personenzügen möglich. Seitens EMD wurde die F-Serie aber als Güterzuglokomotive beworben. Für Personenzüge war die gleichzeitig gebaute vierachsige EMD FP7 oder die sechsachsige
E-Serie  gedacht. Diese hatten Dampfheizkessel mit deutlich größerer Kapazität.

## Varianten

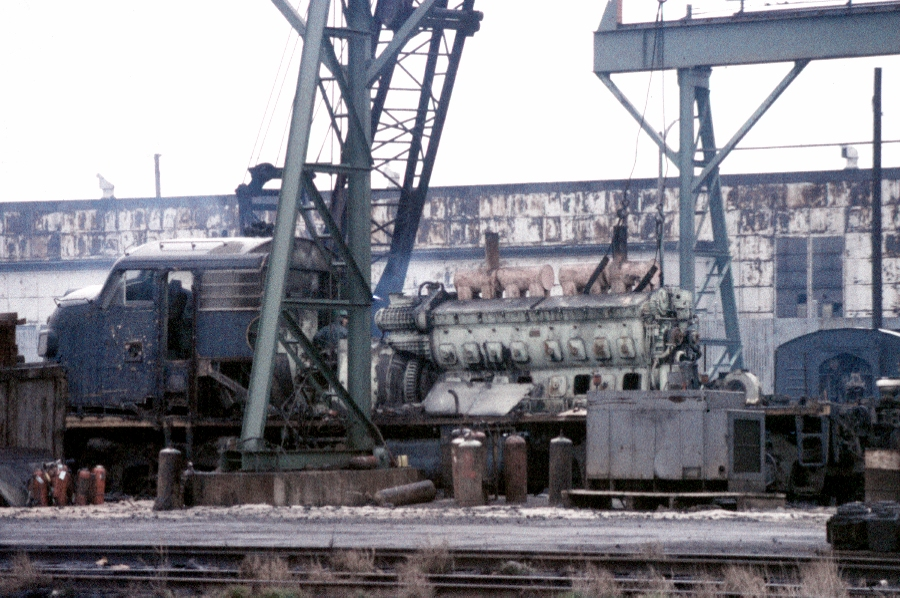
F7 unter dem Schneidbrenner, deutlich sind Motor und Anordnung der Abgasrohre zu erkennen

Während der Bauzeit wurden durch EMD einige Detailverbesserungen an den Maschinen umgesetzt. Anhand dieser Unterschiede wurde von Eisenbahnfreunden eine Einteilung in Produktionsphasen getroffen, diese Darstellung ist aber von EMD nie bestätigt worden.
Die ersten Einheiten der F7 hatten am oberen Lüfterband horizontale Öffnungen und in der Fahrzeugmitte waren vier weitere Lüftungsöffnungen mit horizontalem Grill angeordnet.
Zwischen März 1951 und Oktober 1951 bekamen die oberen Lüfteröffnungen einen vertikalen Grill. Die Führerstandstüren wurden in den Ecken abgerundet und die Seitenfenster vergrößert.
Seit Februar 1952 wurden die inneren Lüftungsgitter in Fahrzeugmitte mit vertikalen Öffnungen geliefert. Bei den letzten Maschinen entfiel außerdem der Überhang am Fahrzeugheck.

## Liste der Erstkunden

### Bei Electro-Motive Division, USA gebaute Einheiten
| Gesellschaft                                                          | Anzahl A Einheiten | Anzahl B Einheiten | Betriebsnummern A Einheiten | Betriebsnummern B Einheiten | Bemerkungen                                                        |
| --------------------------------------------------------------------- | ------------------ | ------------------ | --- | --- | ------------------------------------------------------------------ |
| Electro-Motive Division (Werksloks)                                   | 2                  | —                  | 801–802 | — | zu Great Northern 272A,B                                           |
| Electro-Motive Division (Werksloks)                                   | 1                  | —                  | 930 | — | zu Boston & Maine 4268                                             |
| Electro-Motive Division (Werksloks)                                   | 2                  | —                  | 1950A,B | — | zu Louisville & Nashville 857–858                                  |
| Electro-Motive Division (Werksloks)                                   | 2                  | 2                  | 459A,D | 459B,C | zu Union Pacific 1481–1482 (A units), 1496B,C (B units)            |
| Electro-Motive Division (Werksloks)                                   | 1                  | —                  | 5040 | — | zu Union Pacific 1483                                              |
| Electro-Motive Division (Werksloks)                                   | —                  | 2                  | — | 7002–7003 | FP7-F7B-F7B Werksloks; zu Soo Line (Wisconsin Central) 2500B–2501B |
| Electro-Motive Division (Werksloks)                                   | —                  | 2                  | — | 9052–9053 | FP7-F7B-F7B Werksloks; zu Soo Line 500B–501B                       |
| Atlantic Coast Line Railroad                                          | 77                 | 12                 | 317, 348–423 | 392B–403B |                                                                    |
| Alaska Railroad                                                       | 5                  | 4                  | 1500–1508 (gerade Nummern) | 1501–1507 (ungerade Nummern) |                                                                    |
| Atchison, Topeka and Santa Fe Railway                                 | 215                | 247                | 37,C–47,C, 202,C–280,C, 300–316, 306–314 (zweite), 336–344 | 37A,B–47A,B, 48A, 202A,B–280A,B, 300A,B–316A,B, 306A,B–314A,B (zweite), 336A,B–340A,B, 341A–344A | 37–47 Reisezüge, 202–280 Güterzüge, 300–344 Güter- und Reisezüge   |
| Bessemer and Lake Erie Railroad                                       | 28                 | 26                 | 701A–728A | 701B–726B |                                                                    |
| Boston and Maine Railroad                                             | 3                  | 4                  | 4265–4267 | 4265B–4268B | EMD Werkslok 930 zu B&M 4268                                       |
| Baltimore and Ohio Railroad                                           | 157                | 100                | 180,A–192,A (gerade Nummern), 231–237 (ungerade Nummern), 239,A–297,A (ungerade Nummern), 361,A–365,A (ungerade Nummern), 367–374, 929,A–973,A (ungerade Nummern), 975, 977,A–993,A (ungerade Nummern) | 180X,AX–192A,AX (gerade Nummern), 153X–171Z (ungerade Nummern), 231X–237X (ungerade Nummern), 249X–297X (ungerade Nummern), 361X, 363X,AX, 365X,AX, 367X,AX–374X,AX (ungerade Nummern & gerade Nummern), 929X–961X (ungerade Nummern), 977X–993X (ungerade Nummern) |                                                                    |
| Charleston and Western Carolina Railway                               | 6                  | -                  | 900–905 | – | zu ACL 424A–429A                                                   |
| Chicago, Burlington and Quincy Railroad                               | 10                 | 3                  | 163A–166A, 167A,C–169A,C | 167B–169B |                                                                    |
| Chicago Great Western Railway                                         | 4                  | 20                 | 153–156 | 104B, 105D–112D, 113B,D–116B,D, 116E,F,G |                                                                    |
| Chicago and North Western Railway                                     | 72                 | 22                 | 4067A,C–4102A,C | 4067B–4084B, 4091B–4094B |                                                                    |
| Chicago, St. Paul, Minneapolis and Omaha Railway (“Omaha Road”)       | 12                 | —                  | 6500A,C–6505A,C | — |                                                                    |
| Chicago, Rock Island and Pacific Railroad                             | 31                 | 17                 | 100–127, 675–677 | 100B–109B, 120B–123B, 675B–677B | 675–677 Reisezüge                                                  |
| Chesapeake and Ohio Railway                                           | 94                 | 54                 | 7000–7093 | 7515–7546, 8500–8506 | 8500er Reisezüge (mit FP7)                                         |
| Clinchfield Railroad                                                  | 15                 | 11                 | 806–820 | 853–863 |                                                                    |
| Colorado and Southern Railway                                         | 6                  | 6                  | 700A,D–702A,D | 700B,C–702B,C |                                                                    |
| Delaware, Lackawanna and Western Railroad                             | 9                  | 6                  | 611A,C, 631A,C, 632A–636A | 611B, 632B–636B |                                                                    |
| Denver and Rio Grande Western Railroad                                | 43                 | 40                 | 5481, 5551/4, 5571/4–5761/4 | 5552/3, 5572/3–5742/3, 5752, 5762 |                                                                    |
| Erie Railroad                                                         | 6                  | 6                  | 711A,D–713A,D | 711B,C–713B,C | 713 ABBA-Züge ursprünglich 807A-D nummeriert                       |
| Ferrocarriles Nacionales de México                                    | 22                 | 16                 | 6310–6318, 6319A–6327A, 6335–6338 | 6319B–6334B |                                                                    |
| Fort Worth and Denver City Railway                                    | 6                  | 6                  | 750A,D–752A,D | 750B,C–752B,C |                                                                    |
| Gulf, Mobile and Ohio Railroad                                        | 4                  | 10                 | 811B, 812A,B, 813A | B65–B74 |                                                                    |
| Great Northern Railway                                                | 63                 | 49                 | 268A–270A, 271A,B, 273A,B–275A,B, 280A–281A, 307A,C–309A,C, 311A,C–317A,C, 350A, 360A, 364A,C–365A,C, 444A,D–456A,D (gerade Nummern), 460A,D, 462A,D–468A,D (gerade Nummern)                           | 268B–270B, 280B–281B, 307B–309B, 311B–317B, 350B, 360B, 364B–365B, 444B,C–456B,C (gerade Nummern), 458C, 460B,C, 462B,C–468B,C (gerade Nummern), 500B–504B | 350–365, 500er Reisezüge                                           |
| Kansas, Oklahoma and Gulf Railway                                     | 4                  | 2                  | 751–754 | 755B–756B |                                                                    |
| Kansas City Southern Railway                                          | 11                 | 14                 | 59D (twice), 70A,C–71A,C, 72A,D–73A,D, 74A | 33B, 59B,C, 70B–71B, 72B,C–75B,C, 78C (zweite) |                                                                    |
| Kansas City Southern (Louisiana and Arkansas Railway)                 | 7                  | 8                  | 32A–33A, 74D, 75A,D–76A,D | 32B, 76B,C–78B,C, 79B |                                                                    |
| Louisville and Nashville Railroad                                     | 67                 | 17                 | 800–856, 844–849, 900–903 | 703–716, 900–902 |                                                                    |
| Lehigh Valley Railroad                                                | 8                  | 6                  | 560–574 (gerade Nummern) | 561–571 (ungerade Nummern) |                                                                    |
| Mexican Ministry of Communications and Public Works (“SCOP”)          | 2                  | —                  | 23037–23038 | — |                                                                    |
| Milwaukee Road                                                        | 68                 | 50                 | 48A,C–50A,C, 68A,C–79A,C, 84A,D–85A,D, 86A, 87A,C–89A,C, 106A–108A, 109A,C–111A,C, 113A,C–121A,C | 48B–50B, 68B–79B, 84B,C–85B,C, 87B–105B, 109B–111B, 113B–121B | 90B–105B Reisezüge (mit FP7)                                       |
| Missouri-Kansas-Texas Railroad                                        | 16                 | 8                  | 208A,C–211A,C, 226A,C–229A,Cv | 208B–211B, 121B–124B |                                                                    |
| Missouri Pacific Railroad                                             | 26                 | 10                 | 577–594, 619–626 | 587B–594B, 629B–630B |                                                                    |
| Missouri Pacific Railroad (International-Great Northern Railroad)     | 14                 | 2                  | 595–606, 617–618 | 595B–596B |                                                                    |
| Missouri Pacific Railroad (St. Louis, Brownsville and Mexico Railway) | 10                 | —                  | 607–616 | — |                                                                    |
| Minneapolis and St. Louis Railway                                     | 8                  | —                  | 150A,C, 250A,C, 350A,C, 151A,C | — |                                                                    |
| Nashville, Chattanooga and St. Louis Railway                          | 23                 | 8                  | 809–831 | 912–919 |                                                                    |
| Northern Pacific Railway                                              | 45                 | 34                 | 6007A,D–6020A,D, 6500C -6502C, 6507A,C–6513A,C | 6007B,C–6020B,C, 6050B, 6510B–6513B, 6550 | 6000er Fracht, 6500er Reisezüge                                    |
| New York Central Railroad                                             | 238                | 56                 | 1636–1873 | 2420–2474, 2446 (zweite) |                                                                    |
| Pennsylvania Railroad                                                 | 123                | 76                 | 9640A–9676A, 9690A–9699A, 9764A–9831A, 9872A–9879A | 9547B–9555B (ungerade Nummern), 9640B–9647B, 9648B–9660B (gerade Nummern), 9667B–9676B, 9764B–9818B (gerade Nummern), 9832B–9858B (gerade Nummern), 9872B–9878B (gerade Nummern)                                                                                    |                                                                    |
| Reading Company                                                       | 18                 | 6                  | 266–283 | 266B–271B |                                                                    |
| Richmond, Fredericksburg and Potomac Railroad                         | 10v                | 10                 | 1101–1110 | 1151–1160 |                                                                    |
| St. Louis-San Francisco Railway                                       | 22                 | 22                 | 5018–5039 | 5118–5139 |                                                                    |
| Soo Line                                                              | 6                  | 2                  | 212A,B–214A,B | 502B, 503B | 500er Reisezüge (mit FP7)                                          |
| Soo Line Wisconsin Central Railway                                    | 20                 | 4                  | 2201A,B–2203A,B, 2224A,B–2230A,B | 2201C–2204C |                                                                    |
| Southern Railway                                                      | 63                 | 44                 | 4207–4269 | 4385–4428 |                                                                    |
| Southern Railway (Cincinnati, New Orleans and Texas Pacific Railway)  | 7                  | 24                 | 6114–6120 | 6160–6183 |                                                                    |
| Southern Railway (Alabama Great Southern Railroad)                    | 6                  | 3                  | 6714–6719 | 6756–6758 |                                                                    |
| Southern Pacific Company                                              | 250                | 220                | 6140A,D–6169A,D, 6240–6423, 6440–6445 | 6140B,C–6169B,C, 8140–8285, 8290–8303 |                                                                    |
| Southern Pacific (Texas and New Orleans Railroad)                     | 44                 | 16                 | 338–381 | 538–553 |                                                                    |
| Spokane, Portland and Seattle Railway                                 | 4                  | —                  | 803–806 | — | zu BN 9754,9756,9758,9760                                          |
| St. Louis Southwestern Railway (“Cotton Belt”)                        | 26                 | 17                 | 925–975 (ungerade Nummern) | 926–958 (gerade Nummern) |                                                                    |
| Texas Mexican Railway                                                 | 2                  | —                  | 800A,B | — |                                                                    |
| Texas and Pacific Railway                                             | 83                 | 35                 | 1500–1582 | 1500B–1534B |                                                                    |
| Union Pacific Railroad                                                | 18                 | 36                 | 1464–1465, 1466 (twice), 1467–1480 | 1464B,C, 1466B,C (twice), 1468B,C–1494B,C (gerade Nummern), 910B,C | 910B,C with FP7                                                    |
| Wabash Railroad                                                       | 96                 | 9                  | 1100A–1108A, 1140A–1154A, 1165A–1188A | 1100B–1108B |                                                                    |
| Western Maryland Railway                                              | 26                 | 14                 | 53–66 | 53B–65B (ungerade Nummern), 231B–243B (ungerade Nummern) |                                                                    |
| Western Pacific Railroad                                              | 24                 | 26                 | 913A,D–924A,D | 804B–805B, 913B,C–924B,C | 800er Reisezüge (mit FP7)                                          |
| Total                                                                 | 2285               | 1432               | | |                                                                    |

### Bei General Motors Diesel Canada gebaute Einheiten
| Railroad                   | Anzahl A Einheiten | Anzahl B Einheiten | Betriebsnummern A Einheiten | Betriebsnummern B Einheiten  | Bemerkungen                    |
| -------------------------- | ------------------ | ------------------ | --------------------------- | ---------------------------- | ------------------------------ |
| Canadian National Railways | 58                 | 18                 | 9028–9142 (gerade Nummern)  | 9029–9063 (ungerade Nummern) |                                |
| Canadian Pacific Railway   | —                  | 29                 | —                           | 4424–4448, 4459–4462         | Bestellt mit FP7               |
| Wabash Railroad            | 22                 | —                  | 1155,A–1164,A, 1189,A       | —                            | Bestellt für Einsatz in Kanada |
| Total                      | 80                 | 47                 |                             |                              |                                |

### Erhaltene Exemplare
Im November 2009 waren knapp 50 erhaltene Lokomotiven des Typs F7 bekannt. Sie stehen überwiegend in Museen, teilweise sind sie noch betriebsfähig.